# Château de Gorgier
Château de Gorgier är ett slott i Schweiz. Det ligger i kantonen Neuchâtel, i den västra delen av landet. Château de Gorgier ligger 518 meter över havet. Det ligger vid sjön Lac de Neuchâtel och nordöst om orten Gorgier.
Terrängen runt Château de Gorgier är kuperad åt nordväst, men åt sydost är den platt. Vid slottet finns odlingsmark och längre västerut skog.